# Ernst-August Ahrens
Ernst-August Ahrens (* 21. Januar 1860 in Klein Flöthe; † 1926 in Klein Flöthe) war Landwirt, Verbandsfunktionär des Bundes der Landwirte  und Mitglied des Preußischen Abgeordnetenhauses.

## Leben
Ahrens wuchs auf dem väterlichen Hof in Klein-Flöthe bei Börßum auf. Er studierte an den Universitäten Halle und Freiburg. Er wurde im Corps Borussia Halle (1883) und im Corps Suevia Freiburg (1884) recipiert. Dem Studium folgte eine praktische landwirtschaftliche Ausbildung. Anschließend bewirtschaftete er den Hof. Er war in der Kommunalpolitik aktiv, gehörte dem Kreistag und dem Kreisausschuss an und war Gemeindevorsteher. Im Hannoverschen Provinziallandtag vertrat er den Wahlbezirk Goslar. Von 1908 bis 1918 war Ahrens Mitglied des Preußischen Abgeordnetenhauses. Im Abgeordnetenhaus vertrat er den Wahlkreis Provinz Hannover 18 (Goslar). Er schloss sich der Fraktion der Deutschkonservativen Partei an. Im Bund der Landwirte wurde er 1918 stellvertretender Bundesvorsitzender und war geschäftsführender Vorstand des Landesverbandes Hannover des Bundes der Landwirte.